# Kabinett Ahmadineschad I
Das Kabinett Ahmadineschad I bestand vom 3. August 2005 bis zum 12. Juni 2009.

## Mitglieder
| Funktion                                    | Name                                             |
| ------------------------------------------- | ------------------------------------------------ |
| Präsident                                   | Mahmud Ahmadineschad                             |
| Sekretär des Kabinetts                      | Masud Zarbafan                                   |
| Erster Vizepräsident                        | Parwiz Dawudi                                    |
| Vizepräsident für Atomenergie               | Gholam Reza Aghazadeh                            |
| Vizepräsident für Kultur und Tourismus      | Esfandiar Rahim Maschaie                         |
| Vizepräsident für Umwelt                    | Fatemeh Javadi                                   |
| Vizepräsident für Verwaltung                | Ali Saidlu                                       |
| Vizepräsident für Parlamentsangelegenheiten | Mohammad Reza Rahimi                             |
| Vizepräsident für Planung und Entwicklung   | Mansur Borqei                                    |
| Vizepräsident für Märtyrer und Veteranen    | Hosein Dehqan                                    |
| Vizepräsident für Jugendorganisationen      | Ali Akbari                                       |
| Vizepräsident für Sport                     | Mohammad Ali-Abadi                               |
| Minister für Landwirtschaft                 | Mohammad Reza Eskandari                          |
| Minister für Handel                         | Masud Mir-Kazemi                                 |
| Minister für Telekommunikation              | Mohammad Soleimani                               |
| Minister für Genossenschaften               | Mohammad Abbasi                                  |
| Minister für Verteidigung                   | Mostafa Mohammad Nadschar                        |
| Minister für Finanzen                       | Shams-ed-Din Hoseini                             |
| Minister für Bildung                        | Ali-Reza Ali-Ahmadi                              |
| Minister für Energie                        | Parviz Fatah                                     |
| Minister für Auswärtiges                    | Manutschehr Mottaki                              |
| Minister für Gesundheit                     | Kamran Baqeri-Lankarani                          |
| Minister für Wohnungsbau                    | Mohammad Saidi-Kia                               |
| Minister für Industrie und Bergbau          | Ali-Akbar Mehrabian                              |
| Minister für Geheimdienste                  | Gholamhossein Mohseni-Eschei                     |
| Minister für Inneres                        | Mostafa Pour-Mohammadi Ali Kordan Sadeq Mahsuli  |
| Minister für islamische Kultur              | Mohammad Hosein Safar-Harandi                    |
| Minister für Justiz                         | Dschamal Karimi-Rad Gholam-Hossein Elham         |
| Minister für Arbeit und Soziales            | Mohammad Jahromi                                 |
| Minister für Öl                             | Qolam Hosein Nozari                              |
| Minister für Transport und Verkehr          | Hamed Behbahani                                  |
| Minister für Wissenschaft und Forschung     | Mohammad-Mehdi Zahedi                            |
| Minister für Wohlfahrt und Soziales         | Abdol Reza Mesri                                 |
| Sprecher der Regierung                      | Gholam-Hossein Elham                             |
| Gouverneur der Zentralbank                  | Mahmud Bahmani                                   |
| Leiter der Interessen-Sektion US            | Mostafa Rahmani                                  |
| Vertreter bei den UN                        | Mohammed Dschawad Sarif Mohammad Khazai-Torshizi |

## Quelle
1. ↑  cia.gov (Memento vom 26. Oktober 2009 im Internet Archive)